# Albano de Sousa Osório
Albano de Sousa Osório ( — ), foi um político brasileiro.
Foi presidente da província de Mato Grosso, de 1 de abril de 1857 a 28 de fevereiro de 1858, de 1 de maio de 1866 a 2 de fevereiro de 1867 e de 17 de setembro a 19 de setembro de 1868.